# بخش آلمانی (شهرستان کلارک، اوهایو)
بخش آلمانی (به انگلیسی: German Township) یک منطقهٔ مسکونی در ایالات متحده آمریکا است که در شهرستان کلارک، اوهایو واقع شده‌است.
 بخش آلمانی ۸۵٫۹ کیلومتر مربع مساحت و ۷٬۴۸۷ نفر جمعیت دارد و ۳۲۷ متر بالاتر از سطح دریا واقع شده‌است.